# Metasynaptops episternalis
Metasynaptops episternalis là một loài bọ cánh cứng trong họ Attelabidae. Loài này được Lea miêu tả khoa học năm 1929.